# Il padrone del mondo (film 1961)
Il padrone del mondo (Master of the World) è un film di fantascienza statunitense del 1961 diretto da William Witney, interpretato da Vincent Price, Charles Bronson e Henry Hull. La pellicola è ispirata al romanzo di Jules Verne Robur il conquistatore del 1886 e al suo seguito Padrone del mondo del 1904.

## Produzione
Il film fu diretto da William Witney sulla base di una sceneggiatura di Richard Matheson tratta dai romanzi di Jules Verne Robur il conquistatore (1886) e Padrone del mondo (1904). Fu prodotto da James H. Nicholson per la American International Pictures di Roger Corman e girato, tra le altre location, nelle Alabama Hills a Lone Pine in California con un budget stimato in 500.000 dollari.

## Distribuzione
Il film fu distribuito negli Stati Uniti dal maggio del 1961 al cinema dalla American International Pictures e per l'home video dalla Warner Home Video nel 1988 e dalla Orion Home Video nel 1994 con una sequenza prologo di quattro minuti aggiuntiva (non presente nella versione home video della Warner).
Alcune delle uscite internazionali sono state:
- in Svezia l'11 settembre 1961 (Fångarna på Albatross)
- in Giappone il 16 dicembre 1961
- in Danimarca il 5 febbraio 1962 (Luftens erobrer)
- in Germania Ovest il 5 ottobre 1962 (Herr der Welt e Robur - Herr der sieben Kontinente)
- in Finlandia il 30 maggio 1975 (Albatrossin vangit)
- in Turchia (Dünyanin efendisi)
- in Spagna (El amo del mundo)
- in Francia (Le maître du monde)
- in Brasile (Robur, o Conquistador do Mundo)
- in Grecia (Roviros, o kataktitis)
- in Italia (Il padrone del mondo)

## Promozione
La tagline è: "The fabulous adventures of the man who conquered the earth to save it!".

## Critica
Secondo il Morandini è un "film fantastico di ammirevole garbo con scenografie a basso costo di gusto rétro e un frequente ricorso a materiale da repertorio".
Secondo Fantafilm, "Realizzato in economia e con fondali dipinti, il film è piacevole nella sua ingenuità".